# Gustav von Moser
Gustav von Moser, född den 11 maj 1825 i Spandau, död den 23 oktober 1903 i Görlitz, var en tysk lustspelsförfattare.
von Moser, som tjänade som officer 1843–1856 och var sedan jordbrukare på sitt gods Holzkirch, skrev mer än hundra lustspel och farser, vilkas förtjänst är en rik situationskomik och som genom sin godmodiga ton slagit an ofantligt i Tyskland. Här kan nämnas enaktsstyckena Ein moderner barbar (1861), Aus liebe zur kunst ("Drillens operett", uppförd 1867), Kaudels gardinenpredigten (1871; "Sparlakanslexor", uppf. 1872), Das stiftungsfest (1873; "Föreningsfesten", uppförd samma år), Der Hypochonder (1877; "En kinkblåsa", uppförd samma år), Der Bibliothekar (1878; "Den nye bibliotekarien", uppförd 1880), Krieg im frieden (1880; "Krig i fred", uppförd samma år), Unsere Frauen (1881; "Våra fruar" uppförd samma år), de två sistnämnda skrivna i bolag med Franz von Schönthan, Reif von Reiflingen (1882; "Reif von Reiflingen", uppförd samma år), Glück bei frauen (1883; "Tur hos damerna", uppförd samma år) och Die sternschnuppe ("Ett stjärnskott", uppförd 1887). Lustspiele utgavs 1873–1897 i 22 band.